# Fairbanks
Fairbanks är en stad i den amerikanska delstaten Alaska med en yta av 84,6 km² och en befolkning, som uppgick till 31 535 invånare år 2010. Detta gör staden till den näst mest befolkade i Alaska efter Anchorage. 
Staden är belägen på 64,5° nordlig bredd (ungefär på samma breddgrad som Skellefteå i Sverige) och är den största staden i den inre delen av delstaten. Staden ligger på båda sidor om floden Chena River, som har ett bra fiskevatten. Det är Nordamerikas nordligaste stad, undantaget Ilulissat på Grönland, och Nordamerikas nordligaste tätort med över 10 000 invånare.
Subarktiskt inlandsklimat råder i Fairbanks, med stora temperaturvariationer mellan årstiderna. Högsommaren är i allmänhet kort men temperaturmässigt endast något svalare än i exempelvis Stockholm. Vintrarna är dock mycket kalla med temperaturer som ofta tar sig under -25 grader Celsius, vilket gör Fairbanks till USA:s kallaste stad.
I Fairbanks finns armébasen Fort Wainwright och flygbasen Eielson Air Force Base, båda tillkomna under andra världskriget.

## Kommunikationer
- Fairbanks International Airport
- Alaska Railroad
- George Parks Highway

## Sport
- Alaska Nanooks
- Fairbanks Ice Dogs

## Utbildning
- University of Alaska Fairbanks